# Боју (Муреш)
Боју (рум. Boiu) насеље је у Румунији у округу Муреш у општини Албешти. Oпштина се налази на надморској висини од 372 m.

## Становништво
Према подацима из 2002. године у насељу је живело 1522 становника.

### Попис2002.
| Расподела становништва по националности 2002.‍ | Расподела становништва по националности 2002.‍ | Расподела становништва по националности 2002.‍ | Расподела становништва по националности 2002.‍ | Расподела становништва по националности 2002.‍ |
| --------------------------------------------- | --------------------------------------------- | --------------------------------------------- | --------------------------------------------- | --------------------------------------------- |
|                                               |                                               |                                               |                                               |                                               |
| Румуни                                        | Румуни                                        |                                               | 674                                           | 44,4%                                         |
| Мађари                                        | Мађари                                        |                                               | 381                                           | 25,1%                                         |
| Роми                                          | Роми                                          |                                               | 463                                           | 30,5%                                         |